# Khirbat al-Mafjar

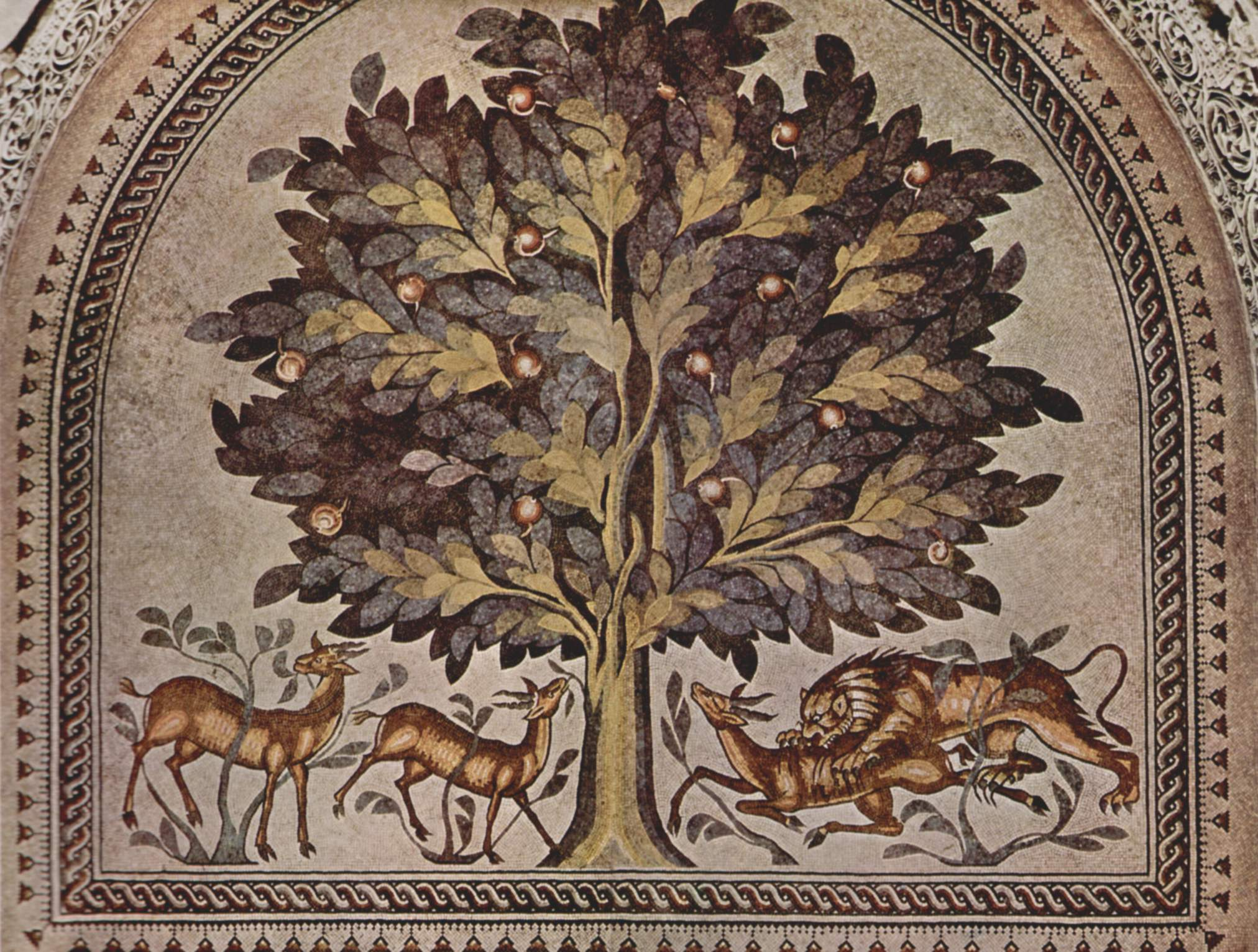
del av en mosaik

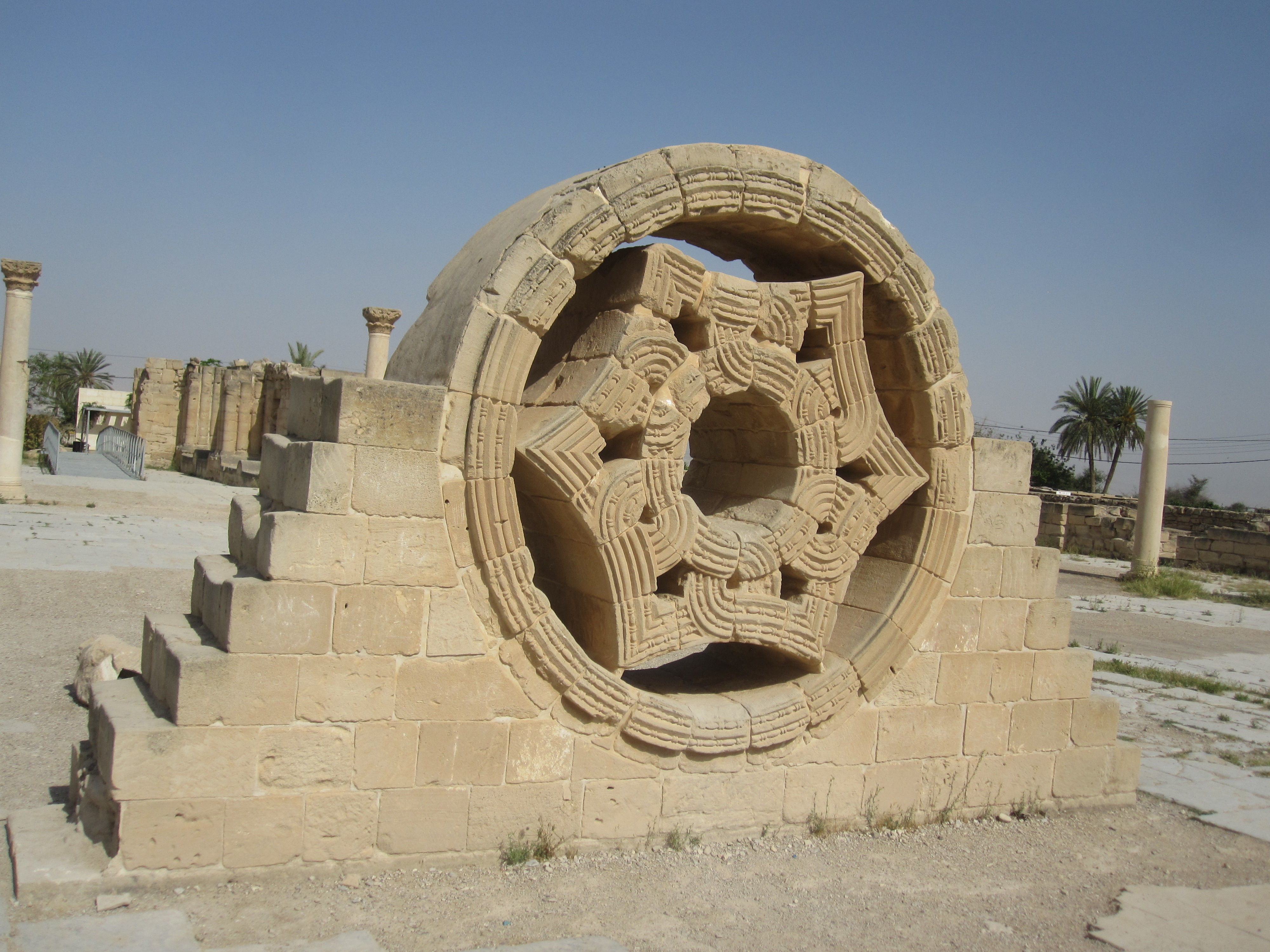
del av ett fönster

Khirbat al-Mafjar (även Qaṣr Hishām och Hishams palats, arabiska قصر هشام ) är en ökenborg i nordöstra Palestina. Det är ett
av de kvarvarande Ökenslotten i Mellanöstern. Ökenslottet är ett av de viktigaste bevarade exemplen på tidig islamisk konst och islamisk arkitektur.

## Byggnaden
Ökenslottet ligger i provinsen Jeriko på Västbanken i orten Khirbat al-Mafjar cirka 5 km norr om staden Jeriko.
Byggnadskomplexet är huvudsakligen uppfört i sandsten och tegelsten med en omgivande mur och 2 vakttorn. Hela byggnaden mäter cirka 265 meter x 265 meter och är uppdelad i 3 områden kring en borggård med fontän: palats, moské och badhus. Byggnadens entréportal ligger på den sydöstra sidan. En rad små bostadshus i komplexets norra del kan ha ingått i en karavanseraj. Hela området täcker cirka 60 hektar.
Palatsets entré väster om borggården leder till en innergård omgiven av bostadsrum i 2 våningar och en privat moské.
Den allmänna moskén låg i den östra delen och hade även en minaret.
Badhuset (s.k. hamam) ligger cirka 40 meter norr om palatset och består av en cirka 30 meter x 30 meter stor hall med mosaikgolv och en kupol med 16 pelare, vattnet kom via kanaler från en källa längre bort. Även bassängen har mosaikbotten.
Hela komplexet är utsmyckad med välvda tak, detaljerade stendekorationer, mosaiker, fresker och stuckaturer. Dekorationerna har stora influenser från den sasanidiska, bysantinska och koptiska kulturen.

## Historia
Qasr Hisham uppfördes ursprungligen under Umayyadernas Kalifat under kalifen Hisham ibn Abd al-Malik kring år 724. Kring år 734 utökades byggnaden under kalif Al-Walid II. Byggnaden förstördes delvis vid en jordbävning kring år 747.
Lämningar efter komplexet omnämndes 1894 av amerikanske arkeologen Frederick Jones Bliss.
1935 inleddes utgrävningar av komplexet under ledning av brittiske Robert W Hamilton och Dimitri C Baramki. De flesta fynden förvaras idag på Rockefeller Museum i Östra Jerusalem.
1994 inledes restaurationer i ett samarbetsprojekt med Italien.
2015 inleddes ett samarbetsprojekt med Japan för att bevara det 825 kvadratmeter stora golvmosaiket.